# Aéroport Sultan Ismail Petra
Pour les articles homonymes, voir Petra et KBR.
L'aéroport Sultan Ismail Petra (code IATA : KBR • code OACI : WMKC) est un aéroport desservant la ville de Kota Bharu, dans l'état du Kelantan en Malaisie. L'aéroport doit son appellation à Ismail Petra de Kelantan, le treizième sultan du Kelantan, souverain de 1980 à 2010. Le terminal actuel fut ouvert en septembre 2002, et est devenu en 2012 le 9e aéroport le plus fréquenté du pays, et le premier de la côte est de la péninsule, ayant accueilli 1 132 000 millions de passagers.

## Situation
| Alor · Setar Ba'kelalan Bario Bintulu Ipoh Johor Bahru Kerteh Kota Bharu Kota · Kinabalu Kuala · Lumpur Kuala Terengganu Kuantan Kuching Kudat Labuan Lahad Datu Langkawi Lawas Limbang Long · Akah Long · Banga Long Lellang Long · Seridan Malacca Marudi Miri Mukah Mulu Pulau · Pangkor Penang Pulau Redang Sandakan Sibu Subang Tanjung · Manis Tawau |

## Histoire
L'aéroport est une ancienne base de la Royal Air Force, la RAF Kota Bharu, qui fut d'ailleurs la porte d'entrée de l'invasion Japonaise le 8 décembre 1941.
Après la guerre, la base aérienne fut transformée en aéroport civil. Un terminal fut construit, et l'aéroport prit le nom d'Aéroport Pengkalan Chepa. Il prit son nom actuel après la rénovation et la construction d'un nouveau bâtiment en 2002.

## Galerie

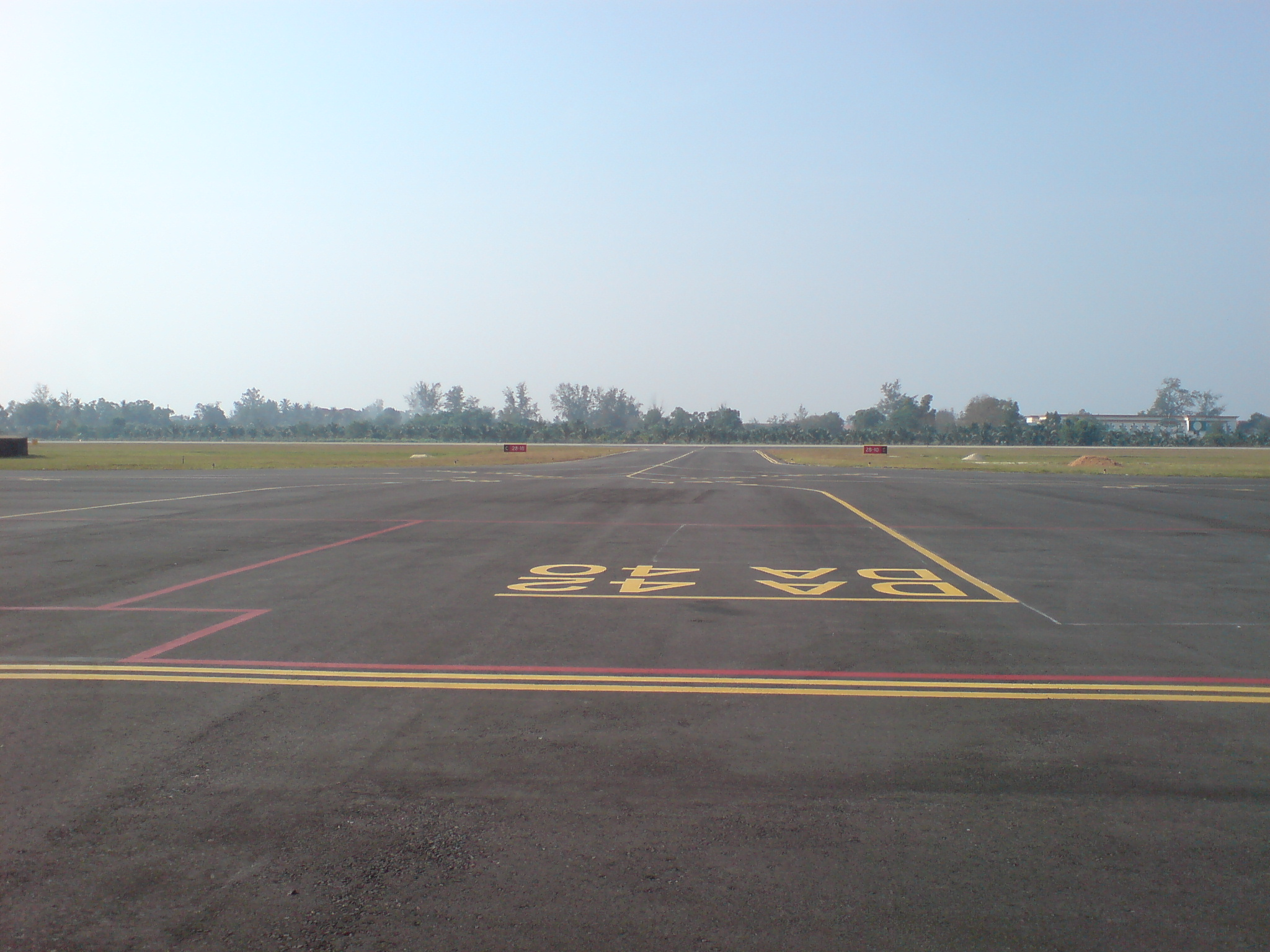
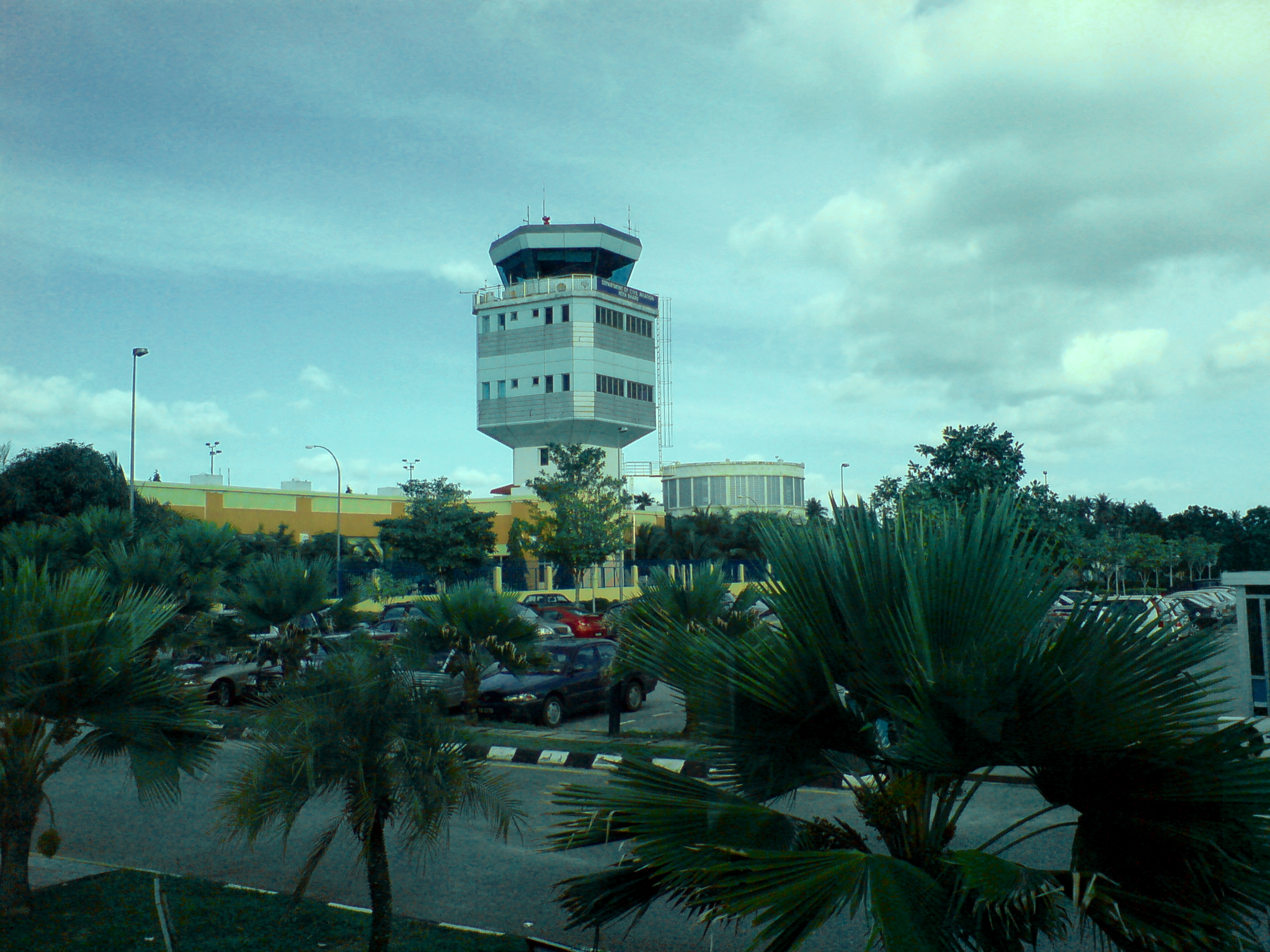

## Compagnies aériennes et destinations
| Compagnies        | Destinations                         |
| ----------------- | ------------------------------------ |
| AirAsia           | Kota Kinabalu, Kuala Lumpur, Kuching |
| Firefly           | Kuala Lumpur-Subang, Penang          |
| Malaysia Airlines | Kuala Lumpur                         |
| Malindo Air       | Kuala Lumpur, Kuala Lumpur-Subang    |

Édité le 20/08/2017

## Trafic et statistiques
Pour des raisons techniques, il est temporairement impossible d'afficher le graphique qui aurait dû être présenté ici.

Voir la requête brute et les sources sur Wikidata.
| Année   | Passagers | Variation | Cargo (tonnes) | Variation | Mouvement d'appareils | Variation |
| ------- | --------- | --------- | -------------- | --------- | --------------------- | --------- |
| 2003    | 589,950   |           |                |           |                       |           |
| 2004    | 639,871   | 8.5       | 235            | 25.4      | 11,869                | 18.6      |
| 2005    | 635,397   | 0.7       | 168            | 28.5      | 11,194                | 5.7       |
| 2006    | 678,306   | 6.7       | 210            | 25.0      | 38,352                | 242.6     |
| 2007    | 759,316   | 12.0      | 163            | 22.4      | 58,996                | 53.8      |
| 2008    | 836,060   | 10.1      | 181            | 11.0      | 57,102                | 3.2       |
| 2009    | 1,003,162 | 20.0      | 185            | 2.2       | 74,863                | 31.1      |
| 2010    | 1,047,755 | 4.4       | 177            | 4.3       | 75,906                | 1.4       |
| 2011    | 1,132,345 | 8.1       | 164            | 7.3       | 64,114                | 15.5      |
| 2012    | 1,259,205 | 11.2      | 147            | 10.4      | 50,991                | 20.5      |
| 2013    | 1,585,238 | 25.9      | 179            | 21.8      | 50,406                | 1.1       |
| H1 2014 | 1,295,887 | 14.2      | 228            | 117       | TBA                   |           |